# Нотна глава
У музици, нотна глава је елиптични део ноте.
Нотне главе могу бити потпуно црне или беле, што указује на нотну вредност (тј., нотно трајање), док положај ноте у линијском систему означава нотну висину и даје јој назив. 
Код мањих нотних вредности (почев од половина ноте) нотној глави се додаје нотни врат, а још краћим нотним вредностима (почев од осмине) додаје се барјачић.
- Погледајмо у доњем приказу систематско смањење нотних вредности, а самим тим и различите нотне главе, додавање нотног врата и повећање броја барјачића:

.

## Историјат
Данашњи облици нота прошли су многе фазе развоја. Нотне главе потичу од неума (грч. знак), првих нотних знакова од пре више од 1000 година, који су се користили за бележење Грегоријанског корала. 
Најједноставнији облик представља пунктум (види слику десно) који јасно наговештава модерну нотну главу. 
Чувени средњовековни музички теоретичар Гвидо из Ареца (995-1050) је поставио основе нотном систему одредивши да се неуме пишу на 4 црте. На њиховом почетку је уписивао кључеве, тако да је позиција нотне главе означавала висину тона. 
Временом, неуме прерастају у корално нотно писмо; измениле су облик и постале су црни квадратићи.
Композитор и музички теоретичар, Франко из Келна, је око 1280. објаснио постојећа правила мензуралне нотације у свом раду Уметност мензуралног певања, где је дужина ноте означена њеним обликом. Нотне главе су били правоугаоници, квадрати или ромбоиди. Овај систем је проширен током Арс нове.
У време ренесансе композитори додају краћа нотна трајања попуњавањем нотних глава. 
Крајем 16. века, квадратни и ромбоидни облик нота замењен је округлим главама који се и данас користи.